# Causes de la mort de Jane Austen
Vous lisez un « bon article » labellisé en 2011.

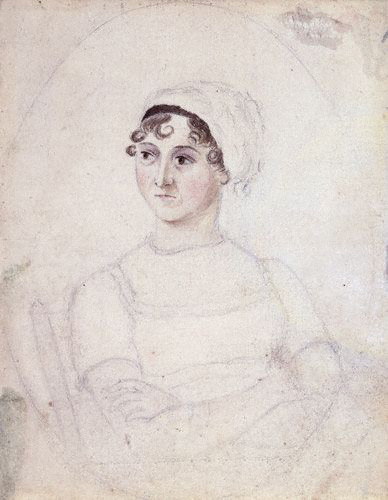
Portrait à l'aquarelle de Jane Austen (1775-1817) réalisé vers 1810, par sa sœur Cassandra Austen. National Portrait Gallery, Londres.

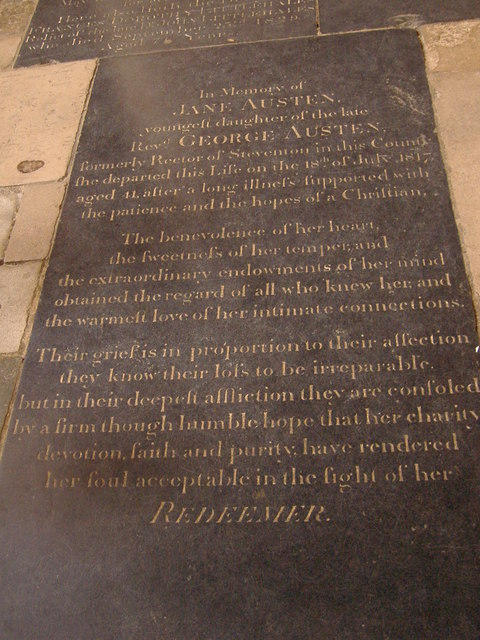
Tombe de Jane Austen, dans la cathédrale de Winchester.

Les causes de la mort de Jane Austen, survenue le 18 juillet 1817 à l'âge de 41 ans au terme d'une maladie restée indéterminée et ayant duré environ une année, sont discutées de manière rétrospective par des médecins dont les conclusions ont été ensuite reprises et analysées par les biographes de Jane Austen, l'un des écrivains anglais les plus largement lus et aimés.
Les deux hypothèses principales sont celle de la maladie d'Addison, avancée en 1964 par le chirurgien anglais Zachary Cope (1881-1974) et celle de la maladie de Hodgkin, d'abord évoquée la même année, mais de façon concise, par le Dr F. A. Bevan,, puis développée et argumentée en 2005 par l'Australienne Annette Upfal, professeur de lettres britanniques à l'université du Queensland.
La discussion repose essentiellement sur les écrits laissés par Jane Austen concernant son propre cas clinique. Elle n'exclut pas l'éventualité d'une tuberculose, qui était au XIXe siècle l'étiologie habituelle de la maladie d'Addison.

## Éléments d'anamnèse
L'histoire de la maladie de Jane Austen a été minutieusement reconstituée par Annette Upfal, qui signale à la fin de son travail avoir reçu l'approbation de l'immunologiste australien Ian Frazer.
Jane Austen est née postmature de quatre semaines. Elle a souffert dans son enfance et sa vie de jeune adulte d'infections graves : le typhus dont il est devenu classique d'affirmer qu'elle a « failli mourir » à l'âge de sept ans, alors qu'elle était à l'école de Mrs Ann Cawley à Southampton, une conjonctivite chronique, une coqueluche survenue à l'âge de 30 ans et considérée comme « inhabituellement grave », et une otite externe (côté non précisé), en 1808, traitée par application d'huile d'amande douce dans le conduit auditif externe. En 1813, elle présente, à plusieurs reprises, les signes d'une névralgie faciale (attribuée par A. Upfal à un zona trigéminal) suffisamment sévère pour l'obliger à apparaître publiquement avec « un coussin qu'elle presse contre son visage » (« Jane was a very private person, and the pain must have been intense for her to walk out in public with a cushion pressed to her face »). Vers la fin de l'hiver de 1815, elle commence à se plaindre d'un prurit généralisé, sans éruption cutanée.
On situe généralement le début de son affection fatale aux premiers mois de l'année 1816, vers son quarantième anniversaire où il devient évident pour son entourage qu'elle est sérieusement malade. Les troubles consistent en une faiblesse insidieuse, une asthénie et un amaigrissement (« wasting ») progressifs. Elle a de fréquentes « attaques bilieuses » (vomissements) et son visage change de couleur, devenant « noir et blanc ». À partir de février 1817, elle est sujette à des accès de forte fièvre, survenant selon une périodicité régulière et durant lesquels elle perd parfois connaissance. Son décès survient au cours d'un de ces accès.

## Analyse séméiologique
Le diagnostic rétrospectif de la maladie ayant entraîné le décès de la romancière s'appuie sur les symptômes et signes cliniques suivants, qui ne concernent que la dernière année de vie de Jane Austen. Ce recensement séméiologique provient pour l'essentiel des travaux de Cope et d'Upfal,.

### Signes généraux
Tous les auteurs insistent sur la dégradation rapide de l'état général de la patiente, qui perd du poids et s'affaiblit en l'espace de quelques mois. L'asthénie est majeure et des pertes de connaissance brèves surviennent régulièrement (« faintings »). Des accès fébriles d'une durée de plusieurs jours sont observés de manière intermittente à partir de février 1817.

### Douleurs
Les douleurs ne semblent pas avoir été au premier plan de la période terminale de la maladie. Une douleur d'un genou (côté non précisé) est signalée en février 1817, nécessitant un « bandage de flanelle ». Des douleurs « dans le dos », apparemment inaugurales de la maladie, mais ne semblant pas avoir eu un caractère durable, sont également mentionnées par Cope, qui ne donne toutefois aucune précision quant à leurs caractéristiques.

### Signes cutanés

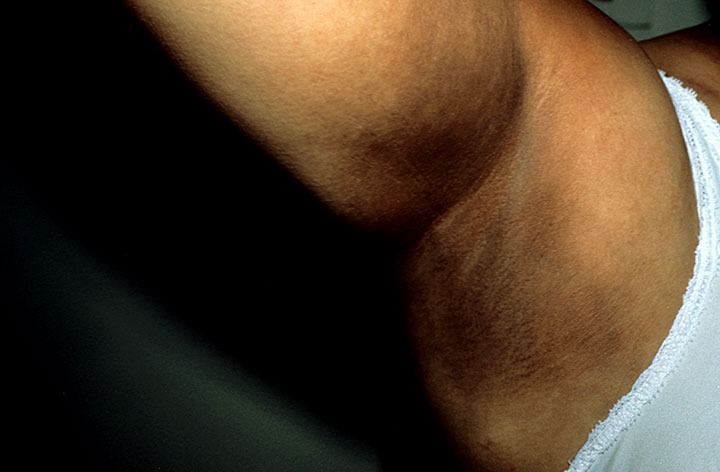
Hyperpigmentation localisée dans le cadre de la maladie d'Addison : pseudo-acanthosis nigricans de la région axillaire.

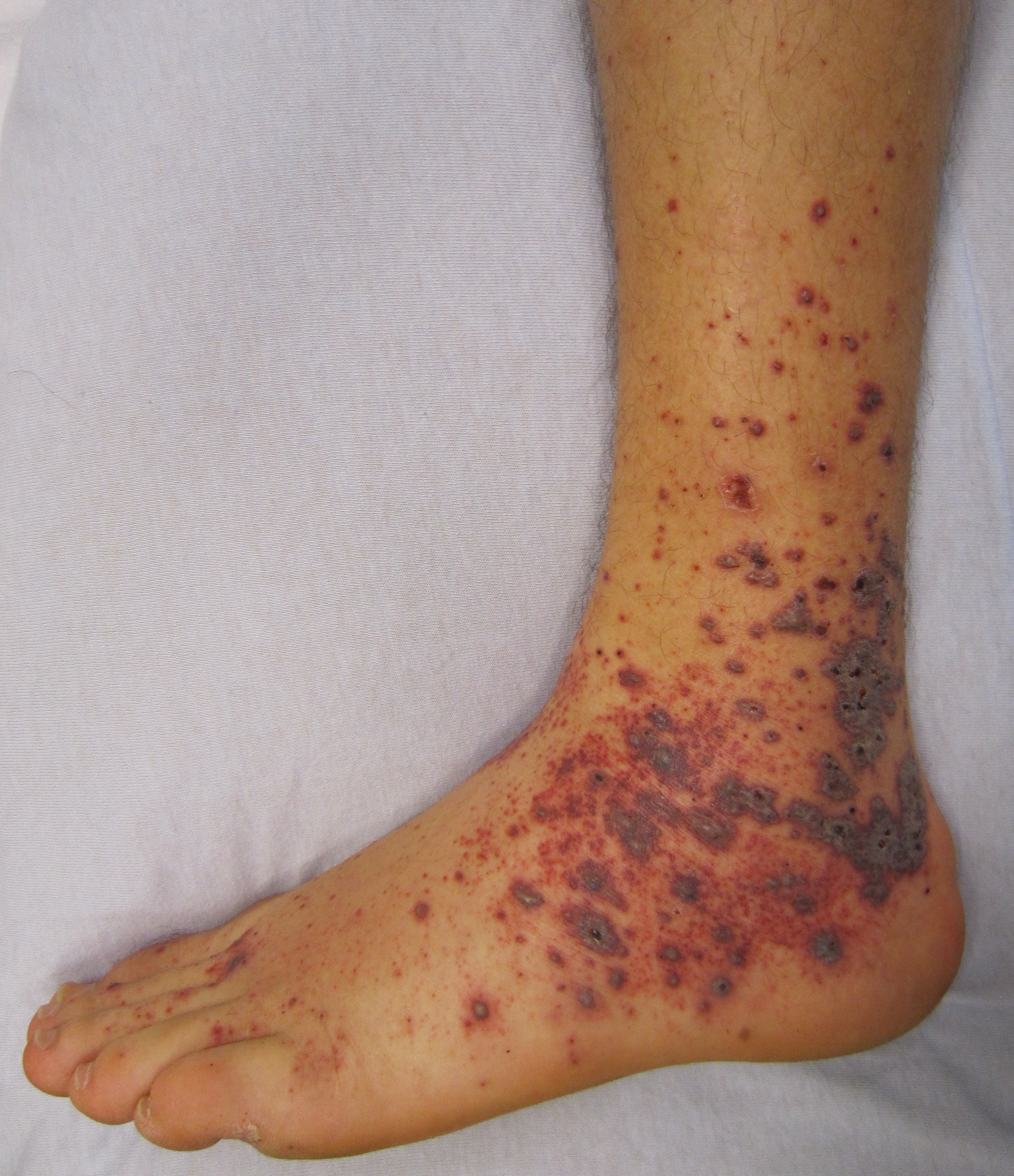
Pétéchies confluentes au cours d'un purpura.

Dans sa lettre à Fanny Knight du 23 mars 1817, Jane Austen fait allusion à la couleur de sa peau, foncée par endroits. Il y a cependant peu d'éléments permettant de se prononcer sur le mécanisme exact de ce changement de couleur, qui peut correspondre soit à une hyperpigmentation dans le cadre d'une mélanodermie, soit à des hémorragies sous-cutanées spontanées (pétéchies ou ecchymoses).

### Signes digestifs
De fréquents « accès de bile » sont mentionnés dans les lettres de Jane Austen et désignent probablement des nausées et des vomissements. Ces troubles peu spécifiques ne sont pas obligatoirement révélateurs d'une lésion des organes digestifs,.

## Diagnostic différentiel spéculatif

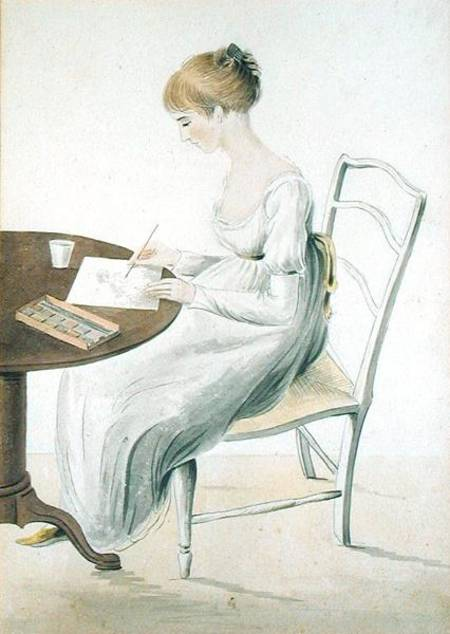
Fanny Knight (1793-1882), l'une des nièces de Jane Austen, a été la destinataire ou la légataire de nombreuses lettres dans lesquelles sa tante s'exprimait sur sa maladie. Aquarelle peinte par Cassandra Austen.

Tous les auteurs s'accordent sur le fait que les sources sur la maladie finale de Jane Austen sont trop limitées pour permettre d'aboutir à un diagnostic de certitude. Ses médecins n'ont laissé aucune note, et sa famille ne parlait qu'avec réticence de sa maladie. De plus ses lettres les plus informatives ont été détruites par sa sœur Cassandra après sa mort. Cope affirme que Jane Austen était une observatrice précise, et bien que jusqu'à la fin elle ait minimisé ses problèmes de santé, on peut se fier à ses déclarations formelles,. En dehors des observations faites par Jane Austen sur elle-même, Cope a consulté pour construire son diagnostic les souvenirs d'une des nièces de la patiente, Caroline Austen, ainsi qu'une lettre de 1817 rédigée par Cassandra Austen et adressée à Fanny Knight.

### Maladie d'Addison

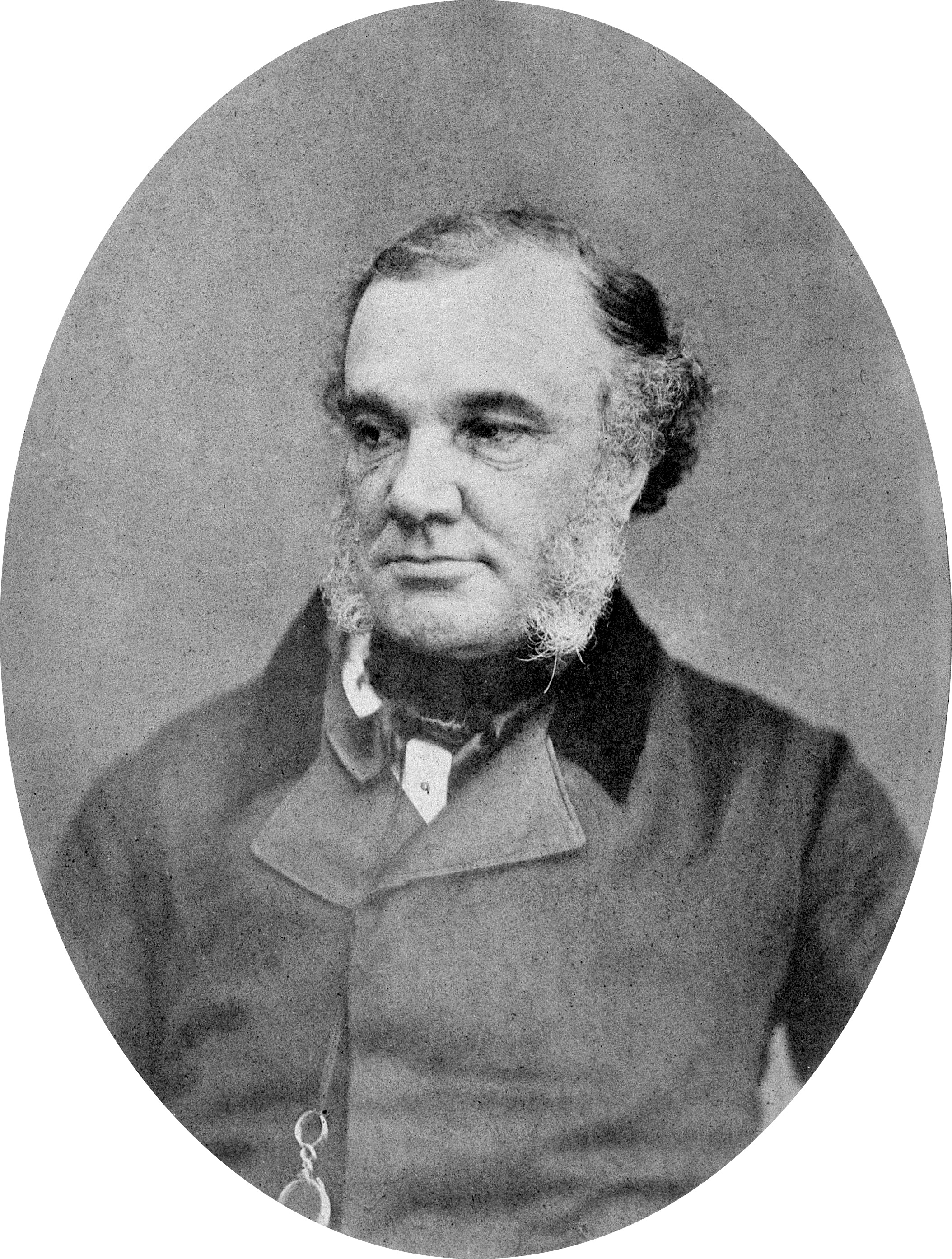
Thomas Addison (1793-1860) est un contemporain de Jane Austen, mais ne décrit l'insuffisance surrénalienne primaire qu'en 1855, soit 38 ans après la mort de la romancière.

Ce diagnostic a été proposé en 1964 par un chirurgien célèbre, Sir Vincent Zachary Cope, dans un court article de deux pages publié dans le British Medical Journal. Il s'agit de l'insuffisance surrénalienne chronique et progressive, affection décrite en 1855 par l'Anglais Thomas Addison à laquelle cet auteur à laissé son nom, la maladie d'Addison. Les signes cardinaux en sont l'asthénie, l'hypotension artérielle, l'anorexie (avec amaigrissement) et la mélanodermie, se traduisant notamment par une hyperpigmentation cutanée aux points de frottement ainsi que des muqueuses. Seul ce dernier signe est spécifique de la maladie et Zachary Cope souligne le fait que la mélanodermie n'est pas toujours uniforme et que « dans certains cas, les taches sombres de la peau sont mélangées à des zones présentant un manque de pigmentation [réalisant] un véritable aspect en noir et blanc » (« In some cases the dark patches of the skin are mingled with areas showing a lack of pigment - a true black and white appearance »). La coloration de la peau est d'une importance particulière, car c'est le seul élément clinique permettant de distinguer la maladie d'Addison des surrénales d'une autre « maladie d'Addison » (décrite par ce même auteur six ans plus tôt, en 1849) qui correspond à une affection hématologique actuellement plus connue sous le nom d'anémie pernicieuse et par son autre désignation éponymique de maladie de Biermer. L'anémie cause souvent une pâleur et, dans l'« anémie d'Addison », on doit normalement s'attendre à un aspect décoloré de la peau, c'est-à-dire au phénomène inverse de l'apparence bronzée habituellement constatée dans l'« insuffisance surrénalienne d'Addison ». Cope conclut son article en ces termes : « il n'existe pas d'autre maladie que la maladie d'Addison [des surrénales] qui pourrait conduire à un visage qui serait « noir et blanc » et qui amènerait dans le même temps les autres symptômes décrits dans ses lettres. » (« There is no disease other than Addison's disease that could present a face that was "black and white" and at the same time give rise to the other symptoms described in her letters. »)
Cependant, des signes associés importants mais n'appartenant pas au tableau classique de la maladie d'Addison, restent mal expliqués, comme ne manque pas de le souligner Claire Tomalin, avec la caution médicale du Dr Eric Beck, membre du Royal College of Physicians du Royaume-Uni,. Cope pense que la présence de fièvre est due à l'évolution rapide de la maladie, et indique que « la douleur dans le dos a été notée dans la maladie d'Addison par plusieurs observateurs ».
Les principaux biographes de Jane Austen ayant apporté leur soutien à l'hypothèse de Cope sont Jan Fergus, et D. Le Faye, cette dernière déclarant notamment : « l'opinion des milieux médicaux a récemment avancé la théorie, fondée sur la description de ses symptômes par Jane Austen elle-même, qu'au début de l'année 1816 elle a été frappée par la maladie d'Addison, alors non identifiée » (« in recent years medical opinion has put forward the theory, based on Jane's own description of her symptoms, that early in 1816 she fell victim to the then unrecognized Addison's Disease »). Enfin, certains universitaires, comme le professeur de littérature anglaise australien John Wiltshire dans son ouvrage Jane Austen and the Body (1992), soutiennent eux aussi la thèse de la maladie d'Addison.

### Maladie de Hodgkin

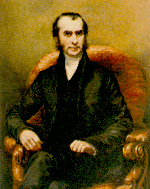
Le pathologiste Sir Thomas Hodgkin (1798-1866), a décrit pour la première fois en 1832 la maladie à laquelle il a laissé son nom.

Défini histopathologiquement par la présence de cellules de Reed-Sternberg dans les ganglions lymphatiques, il s'agit historiquement du premier lymphome humain à avoir fait l'objet d'une description précise, due au pathologiste anglais Thomas Hodgkin (1798-1866). Ce dernier était un contemporain et collègue d'Addison au Guy's Hospital de Londres.
L'éventualité de la maladie de Hodgkin chez Jane Austen est soulevée pour la première fois par F.A. Bevan, un mois seulement après la publication de l'article de Cope dans le British Medical Journal, sous forme d'une courte réponse de 22 lignes dans laquelle ce praticien généraliste ne fournit aucun autre argument que le souvenir d'un cas personnel dans lequel la maladie (« lymphadenoma »), prouvée par la biopsie, avait eu comme manifestation initiale une « douleur dans le dos » sans qu'il n'ait été constaté d'adénopathies superficielles durant l'évolution,.
L'hypothèse selon laquelle Jane Austen serait morte d'une maladie de Hodgkin a été reprise et défendue 41 ans après Bevan par une universitaire australienne, Annette Upfal, avec le soutien médical de son compatriote, l'immunologiste Ian Frazer. Dans son argumentation, elle cite de possibles antécédents de mononucléose infectieuse (« Glandular fever »), laquelle aurait pu avoir été contractée à la suite de baisers dont certaines lettres écrites par Jane dans ses vingt ans laissent supposer qu'elle aurait pu les accorder à des soupirants : cette maladie virale est en effet connue pour être parfois associée au développement ultérieur de la maladie de Hodgkin. Certaines manifestations cliniques peuvent aussi être interprétées comme annonciatrices de cette maladie, comme la survenue en 1813 d'une névralgie faciale, supposée consécutive à un zona, et l'épisode de prurit intense du début de l'année 1815. Mais c'est surtout la fièvre cyclique caractéristique de la période terminale de la maladie de Jane Austen qui reçoit sa meilleure explication en étant assimilée à une fièvre de Pel-Ebstein, classique (mais de spécificité contestée) aux stades avancés des lymphomes hodgkiniens. Cependant, A. Upfal est contrainte de faire appel à une complication rare de la maladie de Hodgkin, un purpura thrombocytopénique, pour expliquer les changements si spectaculaires de la coloration de la peau de Jane Austen.

### Maladie de Brill-Zinsser

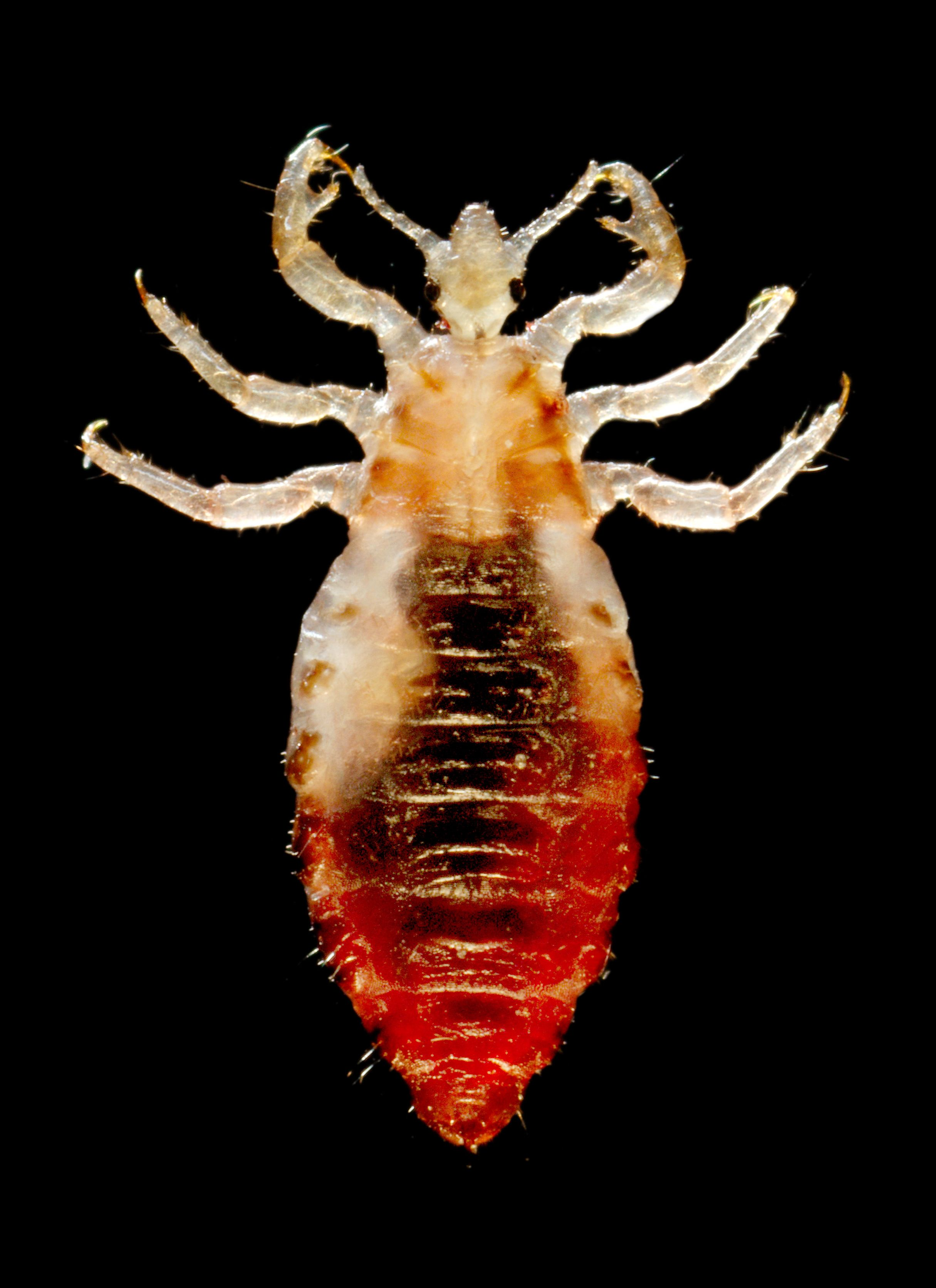
Pediculus humanus corporis, le pou de corps, agent de la pédiculose corporelle et vecteur du typhus.

Cette forme récurrente du typhus a été décrite au XXe siècle par deux Américains, d'abord sous son aspect clinique, en 1910 par le médecin Nathan Brill (1860-1925) avant d'être formellement rattachée à sa cause, en 1934, par le bactériologiste Hans Zinsser (1878-1940). La maladie de Brill-Zinsser est habituellement peu sévère : elle ressemble à une forme atténuée du typhus épidémique, avec des troubles circulatoires, hépatiques, rénaux et des désordres neurologiques centraux. L'épisode de fièvre dure 7 à 10 jours. L'éruption cutanée est très atténuée, voire totalement absente. Il existe cependant des formes graves de la maladie de Brill-Zinsser pouvant entraîner le décès et qui, selon Linda Robinson Walker, entrent dans le diagnostic différentiel des causes de la mort de Jane Austen. Parmi les arguments en faveur de cette hypothèse figurent les antécédents de typhus grave dans l'enfance, les troubles digestifs (« bile »), les signes cutanés (décoloration) et les accès fébriles à répétition entrecoupés d'intervalles libres. Selon L. Robinson Walker, cette hypothèse aurait été écartée par les médecins de Jane Austen car, à cette époque, les formes résurgentes du typhus étaient inconnues et l'on pensait que le typhus, comme la typhoïde, conférait une immunité définitive au patient qui y survivait (une opinion qui sera encore défendue par Charles Nicolle en 1928 dans son discours de réception du prix Nobel),.

### Tuberculose

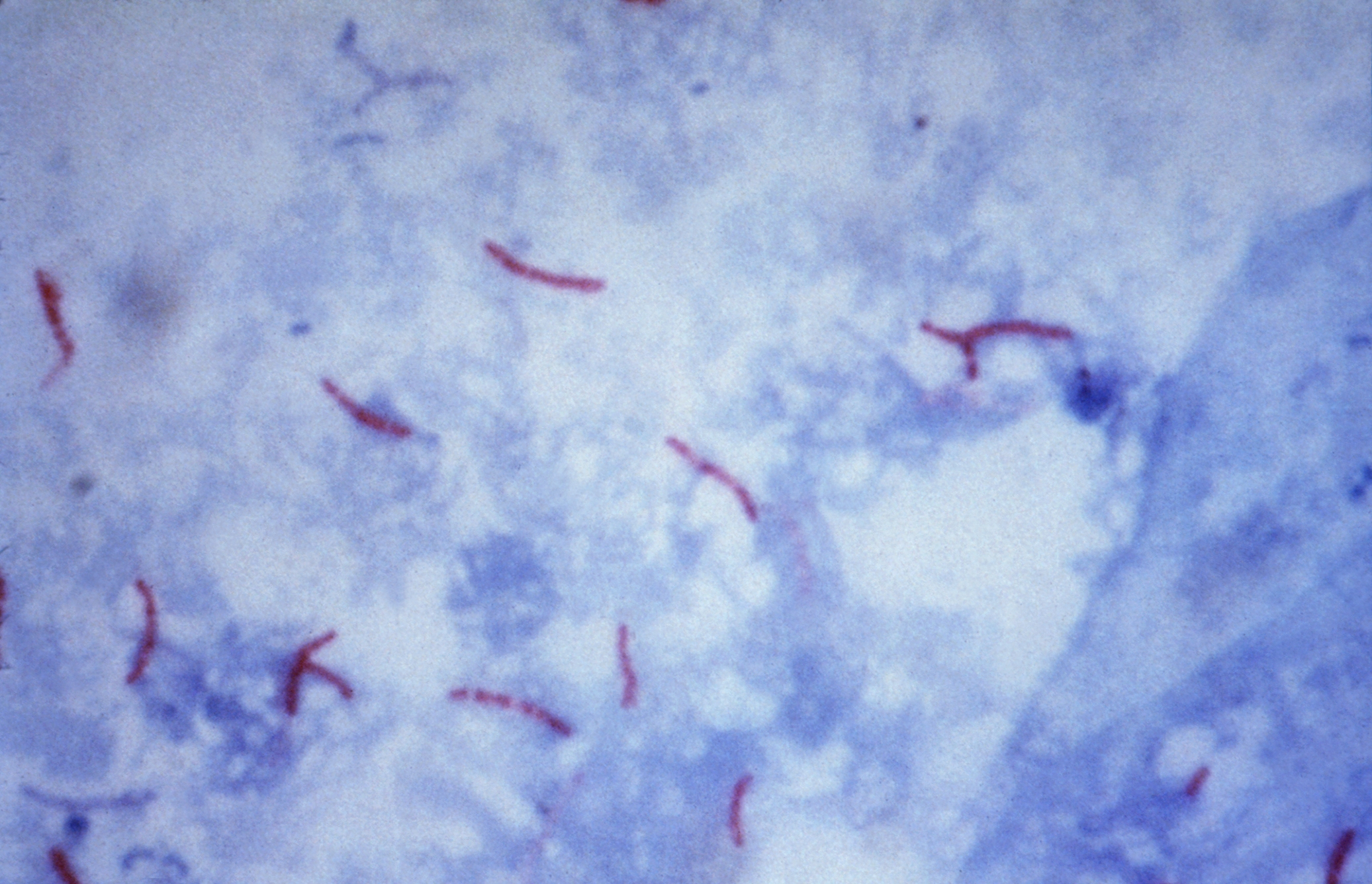
Le bacille de Koch, agent responsable de la tuberculose, coloré par la coloration de Ziehl-Neelsen.

La tuberculose peut toucher les surrénales et provoquer la maladie d'Addison. Elle cause communément des accès de fièvre intermittente. Elle peut aussi toucher les organes digestifs et donner lieu au « tabes mesenterica », une hypothèse brièvement envisagée (mais finalement écartée) par Cope pour expliquer les « attaques gastro-intestinales ». Annette Upfal rappelle que l'autopsie a permis de démontrer l'association de la tuberculose avec la maladie de Hodgkin dans 20 % des cas. Un diagnostic de tuberculose chez Jane Austen (dont la maladie d'Addison des surrénales aurait été l'une des conséquences) n'empêche donc nullement la coexistence d'une maladie de Hodgkin et permettrait de concilier les points de vue respectifs de Cope et d'Upfal. L'analyse effectuée par Park Honan dans son ouvrage Jane Austen: A Life (1987) va bien dans ce sens.

### Autres hypothèses
Outre la tuberculose digestive, Cope envisage dans son travail différentes hypothèses diagnostiques :
- une anémie pernicieuse (d'Addison) pour expliquer la pâleur et l'asthénie ;
- un cancer de l'estomac pour expliquer les troubles digestifs, la dégradation de l'état général et l'amaigrissement ;
- une myasthénie pour expliquer la fatigue et la faiblesse fluctuantes (mais il relève que personne ne s'est fait l'écho de difficultés pour parler, pour mâcher ou pour avaler).

Ces différentes hypothèses sont réfutées dans la discussion car ne permettant pas d'expliquer les changements de coloration de la peau. Cope cite la lettre de Jane Austen du 23 mars 1817 à Fanny Knight, dans laquelle elle signale une certaine amélioration de son état : ainsi qu'elle le dit, « [j'ai] retrouvé un peu de mon apparence, qui a été plutôt vilaine, noire et blanche et toutes les couleurs de travers ».